# Tandsjön (Lima socken, Dalarna, 677856-134190)
Tandsjön är en sjö i Malung-Sälens kommun i Dalarna och ingår i Göta älvs huvudavrinningsområde. Sjön är 23 meter djup, har en yta på 1,8 kvadratkilometer och befinner sig 471 meter över havet. Sjön avvattnas av vattendraget Sittån. Vid provfiske har bland annat abborre, gädda, lake och mört fångats i sjön.

## Delavrinningsområde
Tandsjön ingår i det delavrinningsområde (677849-134400) som SMHI kallar för Utloppet av Tandsjön. Medelhöjden är 518 meter över havet och ytan är 25,54 kvadratkilometer. Det finns ett avrinningsområde uppströms, och räknas det in blir den ackumulerade arean 37,03 kvadratkilometer. Sittån som avvattnar avrinningsområdet har biflödesordning 3, vilket innebär att vattnet flödar genom totalt 3 vattendrag innan det når havet efter 542 kilometer. Avrinningsområdet består mestadels av skog (53 procent) och sankmarker (24 procent). Avrinningsområdet har 1,89 kvadratkilometer vattenytor vilket ger det en sjöprocent på 7,4 procent.

## Fisk
Vid provfiske har följande fisk fångats i sjön:
- Abborre
- Gädda
- Lake
- Mört
- Siklöja